# London Film Academy
L'Acadèmia del Cinema de Londres, oficialment London Film Academy (LFA) és una escola de cinema del Regne Unit situada a Fulham, Londres. Fundada l'any 2001, la LFA ofereix cursos de grau, postgrau i cursos curts, que ofereixen formació pràctica en totes les disciplines clau del cinema.

## Història
Amb seu a una església metodista convertida a Walham Grove, la London Film Academy es va fundar el 2001. L'ethos declarat era produir cursos pràctics de cinema centrats en l'art de la realització de pel·lícules en cel·luloide, amb professors en actiu de la indústria cinematogràfica.
El gener de 2006 la LFA va formar una associació amb el Club Panico. Panico es va crear a mitjans dels anys vuitanta i compta amb mecenes que inclouen Terry Gilliam, Terry Jones i Sir Ben Kingsley Juntament amb l'Acadèmia de Cinema de Londres, Panico ara serveix com a trampolí cap a la indústria per als estudiants de postgrau i postgrau.
La LFA celebra el seu espectacle de graduació anual al BFI Southbank. Daisy Gili i Anna MacDonald van cofundar l'Acadèmia i han servit com a directors conjunts de l'LFA durant quinze anys, i continuen així fins al 2019.
El 2016, Joseph A Adesunloye, un antic alumne de la London Film Academy, va ser preseleccionat per a l'IWC Filmmaker Bursary Award, en associació amb el BFI.
La London Film Academy va anunciar una beca per a cineastes emergents, per valor de 23.000 £, el setembre de 2017.